# Ceramonema algoensis
Ceramonema algoensis is een rondwormensoort uit de familie van de Ceramonematidae. De wetenschappelijke naam van de soort is voor het eerst geldig gepubliceerd in 1993 door Furstenberg.